# ATP Challenger Santiago de Chile-3
Der ATP Challenger Santiago de Chile (offiziell: Santiago de Chile Challenger) war ein Tennisturnier, das von 1986 bis 2001 mit zwei Pausen jährlich in Santiago de Chile, Chile, stattfand. Es gehörte zur ATP Challenger Tour und wurde im Freien auf Sand gespielt. Guillermo Cañas mit zwei Titeln im Einzel und Hans Gildemeister mit zwei Titeln im Doppel sind die Rekordsieger des Turniers.

## Liste der Sieger

### Einzel
| Jahr                         | Sieger              | Finalgegner            | Ergebnis          |
| ---------------------------- | ------------------- | ---------------------- | ----------------- |
| 2001                         | Marcelo Ríos        | Edgardo Massa          | 6:4, 6:2          |
| 2000                         | Diego Moyano        | Sebastián Prieto       | 6:3, 6:2          |
| 1999                         | Nicolás Massú       | Karim Alami            | 6:7, 6:2, 6:4     |
| 1998                         | Sebastián Prieto    | Peter Wessels          | 7:5, 6:4          |
| 1997                         | Guillermo Cañas (2) | Dennis van Scheppingen | 4:6, 7:5, 6:3     |
| 1996                         | Guillermo Cañas (1) | Franco Squillari       | 7:6, 6:1          |
| 1995                         | Nicolás Lapentti    | Nicolás Pereira        | 7:6, 6:3          |
| 1994                         | nicht ausgetragen   | nicht ausgetragen      | nicht ausgetragen |
| 1993                         | nicht beendet       | nicht beendet          | nicht beendet     |
| 1992                         | Marcelo Ingaramo    | Sergio Cortés          | 6:4, 6:1          |
| 1991                         | Alberto Mancini     | Pedro Rebolledo        | 6:3, 6:3          |
| 1988–1990: nicht ausgetragen |                     |                        |                   |
| 1987                         | Javier Frana        | Alberto Mancini        | 2:6, 6:3, 6:4     |
| 1986                         | Pablo Arraya        | Mark Dickson           | 2:6, 7:6, 6:0     |

### Doppel
| Jahr                         | Sieger                              | Finalgegner                          | Ergebnis          |
| ---------------------------- | ----------------------------------- | ------------------------------------ | ----------------- |
| 2001                         | André Sá Alexandre Simoni           | Daniel Melo Dušan Vemić              | 3:6, 7:3, 7:63    |
| 2000                         | Irakli Labadse Dušan Vemić          | Juan Balcells Germán Puentes         | 6:3, 6:4          |
| 1999                         | Antonio Prieto Cristiano Testa      | Álex López Morón Germán Puentes      | 4:6, 6:4, 6:3     |
| 1998                         | Ota Fukárek Attila Sávolt           | Edwin Kempes Peter Wessels           | 7:6, 6:4          |
| 1997                         | Lucas Arnold Ker Jaime Oncins       | Diego del Río Mariano Puerta         | 6:2, 6:2          |
| 1996                         | Gastón Etlis Martín Rodríguez       | Alejandro Aramburu Ramón Delgado     | 6:4, 6:4          |
| 1995                         | Brandon Coupe Sébastien Leblanc     | Nicolás Lapentti Gabriel Silberstein | 3:6, 7:5, 6:4     |
| 1994                         | nicht ausgetragen                   | nicht ausgetragen                    | nicht ausgetragen |
| 1993                         | nicht beendet                       | nicht beendet                        | nicht beendet     |
| 1992                         | Christer Allgårdh Jacco van Duyn    | Luis Lobo Martin Stringari           | 4:6, 7:6, 7:5     |
| 1991                         | Gustavo Garetto Marcelo Ingaramo    | Hans Gildemeister Felipe Rivera      | 6:2, 4:6, 6:4     |
| 1988–1990: nicht ausgetragen |                                     |                                      |                   |
| 1987                         | Javier Frana Hans Gildemeister (2)  | Marcos Hocevar Alexandre Hocevar     | 6:4, 6:3          |
| 1986                         | Ricardo Acuña Hans Gildemeister (1) | Mark Dickson Derek Tarr              | 7:6, 7:6          |